# Kasserine (stad)
Kasserine (Arabisch: Al-Qasrayn القصرين) is een stad in het midden van Tunesië. De plaats ligt dicht bij de stad Sbeitla, onder Jebel ech Chambi, de hoogste berg van Tunesië. De bevolking heeft 76.243 inwoners (2004).